# 10-й отдельный гвардейский танковый батальон
10-й отдельный гвардейский танковый батальон (10 отб, в/ч 08810) — тактическое формирование Сухопутных войск Российской Федерации. До 1 января 2023 года батальон находился в составе Народной милиции самопровозглашённой Донецкой Народной Республики.

## История
В июле 2014 года в составе вооружённого формирования «Оплот» создан «бронеотряд». Бронеотряд принимал участие в боях в летней кампании 2014 года на юге Донецкой области: Тельманово, Иловайск, Старобешево, Торез, Шахтёрск, Мариновка, Саур-Могила. С июня по февраль 2015 года участвовал в боях за Донецкий аэропорт.
Указом Захарченко А. В. 15 октября 2014 года на базе «бронеотряда» был сформирован отдельный механизированный отряд, основу которого составляли танковые и мотострелковые роты и артиллерия.
В январе 2015 отряд вёл бои в районе населённых пунктов Спартак и Пески.
Двоим военнослужащим — лейтенантам Алфёрову Н. Н. и Ныркову Р. В. присвоено звание Героя Донецкой Народной Республики посмертно.
В июле 2015 года отдельный механизированный отряд преобразован в отдельный танковый батальон «Дизель».
Указом Главы Донецкой Народной Республики № 325 от 11 ноября 2019 г. войсковой части № 08810 присвоено почётное наименование «гвардейский».
После вхождения частей Народной милиции Донецкой Народной Республики в состав Вооружённых сил России батальон переименован в 10-й отдельный гвардейский танковый батальон.

## Отличившиеся воины
- лейтенант Алфёров, Николай Николаевич †[1]
- лейтенант Нырков, Роман Викторович †[1]